# Dejan Lovren
Dejan Lovren [‘d⁠ɛ⁠:jan 'l⁠ɔ⁠ʋr⁠ɛn] (* 5. Juli 1989 in Zenica, SR Bosnien und Herzegowina, SFR Jugoslawien) ist ein kroatischer Fußballspieler. Von 2014 bis 2020 spielte er für den FC Liverpool; er gewann die Champions League 2018/19 und wurde 2020 englischer Meister. Mit der kroatischen Nationalmannschaft wurde er 2018 Vizeweltmeister. Seit September 2024 steht Lovren bei PAOK Thessaloniki unter Vertrag.

## Kindheit
Als Dejan drei Jahre alt war, floh Lovrens kroatische Familie vor dem Bosnienkrieg aus Kraljeva Sutjeska, einem Dorf bei Kakanj, und ließ sich in München nieder. Er spricht fließend Deutsch. Nachdem das Visum nicht verlängert worden war, ging Lovren mit seiner Familie nach Kroatien und lebte im zentralkroatischen Karlovac. Sowohl privat als auch in der Schule hatte er mit Anpassungsschwierigkeiten zu kämpfen, da er nicht gut Kroatisch sprach. Sein in München geborener Bruder Davor ist auch Fußballprofi.

## Karriere

### Im Verein
Mit dem Fußballspielen begann Lovren in München beim BSC Sendling. Nach der Übersiedlung nach Kroatien spielte er für NK Ilovac und für NK Karlovac. 2006 bekam er einen Profivertrag beim kroatischen Rekordmeister Dinamo Zagreb; zuvor hatte er in den Jugendmannschaften des Vereins gespielt. Wie es bei Dinamo Zagreb üblich war, wurde er sofort zum kroatischen Erstligisten NK Inter Zaprešić bis Sommer 2008 ausgeliehen. Ab 2008 spielte er bei Dinamo als Stammspieler in der Innenverteidigung neben Robert Kovač. Im Januar 2010 wurde er vom französischen Serienmeister Olympique Lyon verpflichtet und erhielt dort einen bis 2015 laufenden Vertrag. Anfangs spielte er noch als Rechtsverteidiger in der Viererkette. Ab Sommer 2010 wurde er als Stammspieler in der Innenverteidigung neben Mannschaftskapitän Cris aufgestellt.
Zur Saison 2013/14 wechselte Lovren in die Premier League zum FC Southampton und unterschrieb einen Vierjahresvertrag. Er absolvierte in seiner ersten Saison 31 Ligaspiele.
Zur Saison 2014/15 wechselte er für eine Ablösesumme von 20 Millionen Pfund zum FC Liverpool und folgte somit Rickie Lambert und Adam Lallana, die ebenfalls vom FC Southampton nach Liverpool gewechselt waren. Mit der Ablösesumme wurde Lovren zum bis dahin teuersten Abwehrspieler in der Liverpooler Vereinsgeschichte, ehe er in der Wintertransferperiode der Saison 2017/18 von Virgil van Dijk abgelöst wurde.  Am 26. Februar 2015 schied der FC Liverpool im Sechzehntelfinale der UEFA Europa League nach Elfmeterschießen gegen Beşiktaş Istanbul aus, wobei Lovren seinen Elfmeter verschoss. The Daily Telegraph führte Lovren als eine der 20 schlechtesten Verpflichtungen der Premier League in der Saison 2014/15 auf. Am 15. April 2016 markierte Lovren im Viertelfinalrückspiel in der UEFA Europa League 2015/16 gegen Borussia Dortmund in der Nachspielzeit den 4:3-Siegtreffer und hatte damit Anteil am Halbfinaleinzug der Liverpooler, die seit Herbst 2015 nun von Jürgen Klopp trainiert wurden. Nach der Verpflichtung von Virgil van Dijk bildete Lovren mit dem niederländischen Nationalspieler die Innenverteidigung des FC Liverpool. Am 14. Januar 2018 trug er beim 4:3-Sieg gegen Manchester City erstmals die Kapitänsbinde. Mit dem FC Liverpool gewann er die UEFA Champions League 2018/19 und die englische Meisterschaft 2020. Sein Vertrag lief bis 2021.
Ende Juli 2020 wechselte er zu Zenit St. Petersburg und unterschrieb dort einen Vertrag über drei Jahre. Anfang Januar 2023 verließ der Kroate Russland und wechselte zu seinem ehemaligen Verein Olympique Lyon.
Im September 2024 wechselte er nach Griechenland zu PAOK Thessaloniki und unterschrieb dort einen Vertrag bis 2026.

### Nationalmannschaft
2009 gab Lovren im Freundschaftsspiel gegen Katar sein Debüt in der kroatischen A-Nationalmannschaft. Seit dem Rücktritt von Robert Kovač ist Dejan Lovren Stammspieler. Für die Fußball-Europameisterschaft 2012 fiel er aufgrund einer Knöchelverletzung aus. Lovren spielte bei der WM 2014 alle drei Gruppenspiele der kroatischen Nationalmannschaft, als man sich nicht für das Achtelfinale qualifizieren konnte. Zur EM 2016 wurde er aufgrund Unstimmigkeiten mit Trainer Ante Čačić nicht nominiert.
Bei der Fußball-Weltmeisterschaft 2018 in Russland war er wieder im Kader der Kroaten und stand bei allen sieben Spielen über die gesamte Spielzeit auf dem Platz, als Kroatien im Finale gegen Frankreich mit 2:4 verlor.
Bei der Europameisterschaft 2021 war er Bestandteil des kroatischen Kaders; dieser schied im Achtelfinale gegen Spanien aus.
Er nahm an der Fußball-Weltmeisterschaft 2022 teil.

## Erfolge
Verein
- Französischer Pokal: 2012
- Französischer Supercup: 2012
- Kroatischer Meister: 2009, 2010
- Kroatischer Pokal: 2009
- UEFA Champions League: 2019
- UEFA Super Cup: 2019
- Englischer Meister: 2019/20
- Russischer Meister: 2020/21
- Russischer Fußball-Supercup: 2020

Nationalmannschaft
- Vizeweltmeister: 2018